# Clara Camarão
Clara Felipa Camarão, vivant au XVIIe siècle dans la capitainerie de Pernambouc, est une héroïne potiguar semi-légendaire connue pour sa participation aux batailles contre les Néerlandais.

## Biographie
Elle est baptisée par les jésuites, et mariée au meneur de la résistance potiguar Antônio Felipe Camarão, dont elle porte le nom. Elle aurait formé une peloton pour combattre les Néerlandais, et aurait été un personnage crucial lors de la première bataille des Guararapes, le 19 avril 1648, lorsque les indigènes et les Portugais se sont alliés contre les troupes néerlandaises. Après la première bataille des Guararapes et avec la mort de son mari Felipe, aucune autre information n'existe à son propos,.

## Commémoration

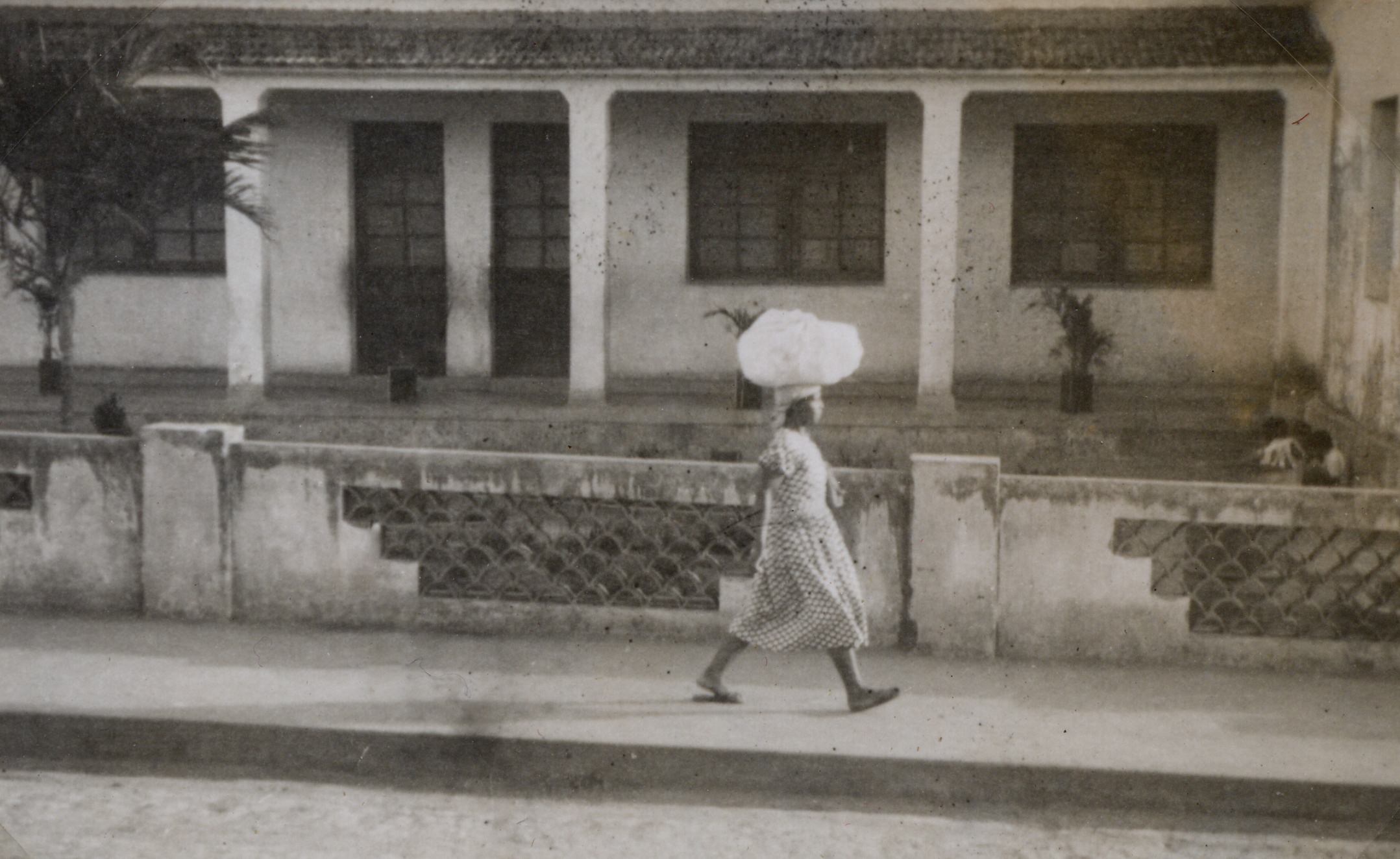
École primaire Clara Camarão à Taquaritinga do Norte en 1951.

L'image de Camarão en tant qu'héroïne autochtone est élaborée au XIXe siècle. Le Journal de l'Institut historique et géographique brésilien publie des articles laudatifs sur elle. Depuis 1993, des mises en scène de la bataille de Tejucupapo ont lieu le dernier dimanche d'avril dans le village de Tejucupapo, à Goiana - Pernambuco, en mémoire des femmes qui ont combattu les Néerlandais. Camarão est inscrite depuis 2017 dans le Livre des Héros et des Héroïnes de la Patrie (pt). Son époux Antônio Filipe Camarão y était déjà depuis 2012. Pour l'historienne Marlene Mariz, Camarão est plutôt un personnage de légende.
La raffinerie Potiguar Clara Camarão (pt) porte son nom.